# عجمی (فیلم)
عجمی (عربی: عجمي) فیلمی در ژانر درام است که در سال ۲۰۰۹ منتشر شد.

## داستان
این فیلم دارای پنج خط داستانی است که جدای از یکدیگر هستند و برخی از رویدادها چندین بار از دیدگاه‌های مختلف نشان داده شده است. یک پسر جوان عرب اسرائیلی به نام نصری که در محله عجمی یافا زندگی می‌کند روایتگر فیلم است.